# Louise Lester
Louise Lester, nata Louise M. Hartmann (Milwaukee, 8 agosto 1867 – Hollywood, 18 novembre 1952), è stata un'attrice statunitense.
È conosciuta come la prima star femminile del cinema western, soprattutto grazie all'interpretazione in diversi film del personaggio di Calamity Anne, la prima donna protagonista di un genere considerato prettamente maschile.
Louise Lester, nella sua carriera ha preso parte, dal 1911 al 1935, a oltre duecento tra corto e lungometraggi.

## Biografia

### Vita privata
Si è sposata due volte: con l'attore Jack Richardson e con il regista Frank Beal. Dal matrimonio con Beal sono nati tre figli, Scott, Dolly e Katherine. Scott (1890-1973), nel 1934, vinse l'Oscar alla migliore aiuto regia.

## Filmografia parziale

### Attrice
- Bertie's Bandit, regia di Frank Beal – cortometraggio (1911)
- The Boss of Lucky Ranch, regia di Allan Dwan – cortometraggio (1911)
- Crazy Gulch, regia di Allan Dwan – cortometraggio (1911)
- The Opium Smuggler, regia di Allan Dwan – cortometraggio (1911)
- A Western Dream, regia di Allan Dwan – cortometraggio (1911)
- The Elopement on Double L Ranch, regia di Allan Dwan – cortometraggio (1911)
- The Witch of the Range, regia di Allan Dwan – cortometraggio (1911)

- Cupid in Chaps, regia di Allan Dwan – cortometraggio (1911)

- The Winning of La Mesa, regia di Allan Dwan – cortometraggio (1912)
- An Innocent Grafter, regia di Allan Dwan – cortometraggio (1912)
- Society and Chaps, regia di Allan Dwan – cortometraggio (1912)
- A Leap Year Comedy, regia di Allan Dwan – cortometraggio (1912)
- An Assisted Elopement, regia di Allan Dwan – cortometraggio (1912)
- From the Four Hundred to the Herd, regia di Allan Dwan – cortometraggio (1912)
- The Broken Ties, regia di Allan Dwan – cortometraggio (1912)
- The Maid and the Man, regia di Allan Dwan – cortometraggio (1912)
- The Distant Relative, regia di Allan Dwan – cortometraggio (1912)
- Her Mountain Home (o  The Eastern Girl), regia di Allan Dwan – cortometraggio (1912)
- The Pensioners, regia di Allan Dwan – cortometraggio (1912)
- The Haters, regia di Allan Dwan – cortometraggio (1912)
- The Thread of Life, regia di Allan Dwan – cortometraggio (1912)
- The Wandering Gypsy, regia di Allan Dwan – cortometraggio (1912)
- The Reward of Valor, regia di Allan Dwan – cortometraggio (1912)
- The Brand, regia di Allan Dwan – cortometraggio (1912)
- Cupid Through Padlocks, regia di Allan Dwan – cortometraggio (1912)

- Calamity Anne's Ward, regia di Allan Dwan – cortometraggio (1912)
- Father's Favorite, regia di Allan Dwan – cortometraggio (1912)
- One, Two, Three, regia di Allan Dwan – cortometraggio (1912)
- The Wanderer, regia di Allan Dwan – cortometraggio (1912)
- Maiden and Men, regia di Allan Dwan – cortometraggio (1912)
- The Distant Relative, regia di Allan Dwan – cortometraggio (1912)
- Her Mountain Home (o  The Eastern Girl), regia di Allan Dwan – cortometraggio (1912)
- The Pensioners, regia di Allan Dwan – cortometraggio (1912)
- The Haters, regia di Allan Dwan – cortometraggio (1912)
- For the Good of Her Men, regia di Allan Dwan – cortometraggio (1912)
- The Evil Inheritance, regia di Allan Dwan – cortometraggio (1912)
- The Vanishing Race, regia di Allan Dwan – cortometraggio (1912)
- The Greaser and the Weakling, regia di Allan Dwan – cortometraggio (1912)
- The Dawn of Passion, regia di Allan Dwan – cortometraggio (1912)
- White Treachery, regia di Allan Dwan – cortometraggio (1912)
- Calamity Anne's Ward (riedizione: Calamity Anne, Guardian), regia di Allan Dwan – cortometraggio (1912)
- Father's Favorite, regia di Allan Dwan – cortometraggio  (1912)
- One, Two, Three, regia di Allan Dwan – cortometraggio (1912)
- The Wanderer, regia di Allan Dwan – cortometraggio (1912)
- Maiden and Men, regia di Allan Dwan – cortometraggio (1912)
- Man's Calling, regia di Allan Dwan – cortometraggio (1912)
- The Intrusion at Lompoc, regia di Allan Dwan – cortometraggio (1912)
- Her Own Country, regia di Allan Dwan – cortometraggio (1912)
- The Animal Within, regia di Allan Dwan – cortometraggio (1912)
- The Law of God, regia di Allan Dwan (1912) – cortometraggio
- Nell of the Pampas, regia di Allan Dwan – cortometraggio (1912)
- The Recognition, regia di Allan Dwan – cortometraggio (1912)
- The Blackened Hills, regia di Allan Dwan – cortometraggio (1912)
- The Girl of the Manor, regia di Allan Dwan – cortometraggio (1912)
- The Fraud That Failed, regia di Allan Dwan – cortometraggio (1913)
- The Trail of Cards, regia di Gilbert P. Hamilton – cortometraggio (1913)
- Calamity Anne's Inheritance (riedizione: Calamity Anne's Legacy, regia di Allan Dwan – cortometraggio (1913)
- The Awakening, regia di Allan Dwan – cortometraggio (1913)
- Calamity Anne's Vanity, regia di Allan Dwan – cortometraggio (1913)
- The Romance, regia di Allan Dwan – cortometraggio (1913)
- The Finer Things, regia di Allan Dwan – cortometraggio (1913)
- Love Is Blind, regia di Allan Dwan – cortometraggio (1913)
- Jocular Winds, regia di Allan Dwan – cortometraggio (1913)
- Calamity Anne, Detective, regia di Allan Dwan – cortometraggio (1913)
- Cupid Never Ages, regia di Allan Dwan – cortometraggio (1913)
- Calamity Anne's Beauty, regia di Allan Dwan – cortometraggio (1913)
- Matches, regia di Allan Dwan – cortometraggio (1913)
- In Another's Nest, regia di Allan Dwan – cortometraggio (1913)
- Calamity Anne's Trust, regia di Allan Dwan – cortometraggio (1913)
- The Road to Ruin, regia di Allan Dwan – cortometraggio (1913) )
- Human Kindness, regia di Allan Dwan – cortometraggio (1913)
- Angel of the Canyons, regia di Allan Dwan – cortometraggio (1913)
- The Great Harmony, regia di Allan Dwan – cortometraggio (1913)
- Calamity Anne's Parcel Post – cortometraggio (1913)
- Ashes of Three, regia di Allan Dwan – cortometraggio (1913)
- The Wishing Seat, regia di Allan Dwan – cortometraggio
- Reward of Courage, regia di Albert W. Hale – cortometraggio (1913)
- A Husband's Mistake, regia di Albert W. Hale – cortometraggio (1913)
- Calamity Anne Takes a Trip, regia di Albert W. Hale – cortometraggio (1913)
- Quicksands, regia di Albert W. Hale – cortometraggio (1913)
- A Tale of Death Valley, regia di Gilbert P. Hamilton – cortometraggio (1913)
- The Song of the Soup – cortometraggio (1913)
- Truth in the Wilderness, regia di Lorimer Johnston – cortometraggio (1913)
- At the Half-Breed's Mercy, regia di Albert W. Hale – cortometraggio (1913)
- Tom Blake's Redemption, regia di Albert W. Hale,  Lorimer Johnston – cortometraggio (1913)
- The Scapegoat, regia di Lorimer Johnston – cortometraggio (1913)
- The Adventures of Jacques, regia di Lorimer Johnston – cortometraggio (1913)
- For the Flag, regia di Lorimer Johnston – cortometraggio (1913)
- Jack Meets His Waterloo, regia di Lorimer Johnston – cortometraggio (1913)
- For the Crown, regia di Lorimer Johnston (1913)
- Calamity Anne, Heroine, regia di Allan Dwan – cortometraggio (1913)
- Travelers of the Road, regia di Allan Dwan – cortometraggio (1913)
- Master of Himself – cortometraggio (1913)
- The Badge of Honor – cortometraggio (1913)
- A Pitfall of the Installment Plan – cortometraggio (1913)
- Calamity Anne's Sacrifice – cortometraggio (1913)
- Hidden Treasure Ranch, regia di Lorimer Johnston – cortometraggio (1913)
- In the Mountains of Virginia, regia di Lorimer Johnston – cortometraggio (1913)
- In the Days of Trajan, regia di Lorimer Johnston – cortometraggio (1913)
- The Girl and the Greaser, regia di Lorimer Johnston – cortometraggio (1913)
- Calamity Anne's Dream – cortometraggio (1913)
- At Midnight, regia di Lorimer Johnston – cortometraggio (1913)
- The Occult, regia di Lorimer Johnston – cortometraggio (1913)
- American Born, regia di Lorimer Johnston – cortometraggio (1913)
- Trapped in a Forest Fire, regia di Lorimer Johnston – cortometraggio (1913)
- Personal Magnetism, regia di Lorimer Johnston – cortometraggio (1913)
- The Rose of San Juan, regia di Lorimer Johnston – cortometraggio (1913)
- The Son of Thomas Gray, regia di Lorimer Johnston – cortometraggio (1914)
- Destinies Fulfilled, regia di Lorimer Johnston – cortometraggio (1914)
- At the Potter's Wheel, regia di Lorimer Johnston – cortometraggio (1914)
- A Blowout at Santa Banana, regia di Lorimer Johnston – cortometraggio (1914)
- Calamity Anne in Society, regia di Thomas Ricketts – cortometraggio (1914)
- True Western Hearts, regia di Lorimer Johnston – cortometraggio (1914)
- The Cricket on the Hearth, regia di Lorimer Johnston – cortometraggio (1914)
- The 'Pote Lariat' of the Flying A , regia di Lorimer Johnston – cortometraggio (1914)
- The Crucible, regia di Lorimer Johnston – cortometraggio (1914)
- A Child of the Desert, regia di Lorimer Johnston – cortometraggio (1914)
- The Call of the Traumerei, regia di Jacques Jaccard e Lorimer Johnston – cortometraggio (1914)
- A Story of Little Italy, regia di Lorimer Johnston – cortometraggio (1914)
- The Coming of the Padres, regia di Lorimer Johnston – cortometraggio (1914)
- The Turning Point, regia di Lorimer Johnston – cortometraggio (1914)
- A Happy Coercion – cortometraggio (1914)
- The Last Supper, regia di Lorimer Johnston – cortometraggio (1914)
- The Widow's Investment, regia di Lorimer Johnston – cortometraggio (1914)
- David Gray's Estate – cortometraggio (1914)
- Calamity Anne's Love Affair, regia di Thomas Ricketts – cortometraggio (1914)
- Beyond the City, regia di Sydney Ayres – cortometraggio (1914)
- The Lost Sermon – cortometraggio (1914)
- Metamorphosis – cortometraggio (1914)
- A Prince of Bohemia – cortometraggio (1914)
- The Oath of Pierre, regia di Sydney Ayres – cortometraggio (1914)
- The Unmasking – cortometraggio (1914)
- The Painted Lady's Child, regia di Sydney Ayres – cortometraggio (1914)
- Nature's Touch, regia di Sydney Ayres – cortometraggio (1914)
- Cameo of Yellowstone, regia di Sydney Ayres – cortometraggio (1914)
- Feast and Famine, regia di Sydney Ayres – cortometraggio (1914)
- A Man's Way, regia di Sydney Ayres – cortometraggio (1914)
- Does It End Right?, regia di Sydney Ayres – cortometraggio (1914)
- The Trap, regia di Sydney Ayres – cortometraggio (1914)
- Their Worldly Goods, regia di Sydney Ayres – cortometraggio (1914)
- The Aftermath, regia di Sydney Ayres – cortometraggio (1914)
- Break, Break, Break, regia di Harry A. Pollard – cortometraggio (1914)
- The Cocoon and the Butterfly, regia di Sydney Ayres – cortometraggio (1914)
- His Faith in Humanity, regia di Sydney Ayres – cortometraggio (1914)
- The Taming of Sunnybrook Nell, regia di Sydney Ayres – cortometraggio (1914)
- Billy's Rival, regia di Sydney Ayres – cortometraggio (1914)
- Jail Birds, regia di Sydney Ayres – cortometraggio (1914)
- In the Open, regia di Sydney Ayres – cortometraggio (1914)
- Thirty Minutes of Melodrama, regia di Lorimer Johnston – cortometraggio
- Redbird Wins, regia di Sydney Ayres – cortometraggio (1914)
- In the Candlelight, regia di Thomas Ricketts – cortometraggio (1914)
- The Strength o' Ten, regia di Thomas Ricketts – cortometraggio (1914)
- Out of the Darkness, regia di Thomas Ricketts – cortometraggio (1914)
- The Girl in Question, regia di Thomas Ricketts – cortometraggio (1914)
- The Sower Reaps, regia di Thomas Ricketts – cortometraggio (1914)

- The Legend Beautiful, regia di Thomas Ricketts – cortometraggio (1915)
- The Black Ghost Bandit, regia di Thomas Ricketts – cortometraggio (1915)
- Refining Fires, regia di Thomas Ricketts – cortometraggio (1915)
- Coals of Fire, regia di Thomas Ricketts – cortometraggio (1915)
- The Law of the Wilds, regia di Thomas Ricketts – cortometraggio (1915)
- A Heart of Gold, regia di Thomas Ricketts – cortometraggio (1915)
- The Wily Chaperon, regia di Thomas Ricketts – cortometraggio (1915)
- In the Twilight, regia di Thomas Ricketts – cortometraggio (1915)
- She Never Knew, regia di Thomas Ricketts – cortometraggio (1915)
- Heart of Flame, regia di Thomas Ricketts – cortometraggio (1915)
- The Echo, regia di Thomas Ricketts – cortometraggio (1915)
- The Two Sentences, regia di Thomas Ricketts – cortometraggio (1915)
- Competition, regia di B. Reeves Eason e Thomas Ricketts – cortometraggio (1915)
- In the Heart of the Woods, regia di Thomas Ricketts – cortometraggio (1915)
- In the Sunlight, regia di Thomas Ricketts – cortometraggio (1915)
- A Touch of Love, regia di Thomas Ricketts – cortometraggio (1915)
- The Poet of the Peaks, regia di B. Reeves Eason – cortometraggio (1915)
- The Day of Reckoning, regia di B. Reeves Eason (1915)
- When Empty Hearts Are Filled, regia di Arthur Macklin – cortometraggio (1915)
- The Altar of Ambition, regia di Arthur Macklin – cortometraggio (1915)
- At the Edge of Things – cortometraggio (1915)
- The Purple Hills, regia di  Gilbert P. Hamilton – cortometraggio (1915)
- A Golden Rainbow, regia di Thomas Ricketts – cortometraggio (1915)
- The Right to Happiness, regia di Thomas Ricketts – cortometraggio (1915)
- Peggy Lynn, Burglar, regia di William Desmond Taylor – cortometraggio (1915)
- One Woman's Way
- A Good Business Deal, regia di B. Reeves Eason – cortometraggio (1915)
- Mountain Mary, regia di B. Reeves Eason – cortometraggio (1915)
- The Honor of the District Attorney, regia di B. Reeves Eason – cortometraggio (1915)
- The Newer Way, regia di B. Reeves Eason – cortometraggio (1915)
- After the Storm, regia di B. Reeves Eason – cortometraggio 1915
- The Exile of Bar-K Ranch, regia di B. Reeves Eason – cortometraggio (1915)
- The Assayer of Lone Gap, regia di B. Reeves Eason – cortometraggio (1915)
- Drawing the Line, regia di Reaves Eason (B. Reeves Eason) (1915)
- In Trust, regia di B. Reeves Eason – cortometraggio (1915)
- The Little Lady Next Door, regia di B. Reeves Eason – cortometraggio (1915)
- The Barren Gain, regia di B. Reeves Eason – cortometraggio (1915)
- Hearts in Shadow, regia di B. Reeves Eason – cortometraggio (1915)
- Two Spot Joe, regia di Donald MacDonald – cortometraggio (1915)
- Profit from Loss, regia di B. Reeves Eason – cortometraggio (1915)
- The Sheriff of Willow Creek, regia di Frank Cooley – cortometraggio (1915)
- Playing for High Stakes, regia di Donald MacDonald – cortometraggio (1915)
- Broadcloth and Buckskin, regia di Frank Cooley – cortometraggio  (1915)
- The Silken Spider, regia di Frank Borzage – cortometraggio (1916)
- April, regia di Donald MacDonald (1916)
- Realization, regia di Tom Ricketts – cortometraggio (1916)
- The Counterfeit Earl, regia di Carl M. Leviness – cortometraggio (1916)
- The Profligate, regia di Thomas Ricketts – cortometraggio (1916)
- Repaid, regia di Thomas Ricketts – cortometraggio (1916)
- Jealousy's First Wife, regia di Carl M. Leviness – cortometraggio (1916)
- The Gentle Conspiracy, regia di Carl M. Leviness – cortometraggio (1916)
- Tangled Skeins, regia di E. Mason Hopper – cortometraggio (1916)
- Dust, regia di Edward Sloman (1916)
- The Dancer, regia di Carl M. Leviness – cortometraggio (1916)
- The Dreamer, regia di Alfred Hollingsworth – cortometraggio (1916)
- Citizens All, regi di Edward Sloman – cortometraggio (1916)
- Professor Jeremy's Experiment, regia di Carl M. Leviness – cortometraggio (1916)
- Rehabilitated – cortometraggio (1916)
- Double Revenge, regia di Allan Dwan – cortometraggio (1917)
- Nature's Calling, regia di Allan Dwan – cortometraggio (1917)
- The Reckoning Day, regia di Roy Clements (1918)
- The Mayor of Filbert, regia di William Christy Cabanne (1919)
- I proscritti di Poker Flat (The Outcasts of Poker Flat), regia di John Ford (1919)
- La fortuna dell'irlandese (The Luck of the Irish), regia di Allan Dwan (1920)
- Her Reputation, regia di John Griffith Wray (1923)
- The Desert Hawk, regia di Leon De La Mothe (1924)
- Galloping On, regia di Richard Thorpe (1925)
- Second Choice, regia di Howard Bretherton (1930)
- Wide Open, regia di Archie Mayo (1930)
- Straight from the Heart, regia di Scott R. Beal (1935)

### Sceneggiatrice
- Calamity Anne's Sacrifice – cortometraggio (1913)